# Malus sieboldii
Malus Sieboldii — вид яблунь родини трояндових (Rosaceae).

## Таксономія
Деякі ботаніки перекласифікували цей вид як Malus toringo.

### Різновиди
Іноді вважається, що існує три різновиди:
- Яблуня Зібольда вар. sieboldii (справжня яблуня Зібольда)
- Яблуня Зібольда вар. sargentii, яку іноді вважають окремим видом Malus sargentii
- Яблуня Зібольда вар. Зумі

Сорт яблуні Торінго «Скарлетт» отримав нагороду Королівського садівничого товариства за заслуги перед садом.

## Розповсюдження
Яблуня Зібольда — Яблуня Торінго походить зі східної помірної Азії, Китаю, Японії та Кореї.

## Шкідники
Грибковий фітопатоген Pseudocercospora mali зустрічається на листках дерева в Японії.